# Péter János (külügyminiszter)
Péter János (Alsónyék, 1910. október 28. – Budapest, 1999. február 26.) református lelkész, a Tiszántúli református egyházkerület püspöke 1949-től 1956-ig, Magyarország külügyminisztere 1961-től 1973-ig.

## Élete és munkássága
Munkáscsaládban született, apja a vasútnál dolgozott. Mezőtúron és Baján járt gimnáziumba. Tanulmányait a budapesti Református Teológiai Akadémián folytatta 1931–1932-ben, majd Párizsban (1934–1935-ben), később Glasgowban is tanult. 1935-ben Budapesten református lelkészi oklevelet szerzett. 1936-tól 1945-ig a budapesti Bethesda kórház lelkésze volt. 
A második világháború után, 1945-ben állami szolgálatba lépett, nyelvtudását a Külügyminisztériumban hasznosította, a béke-előkészítő osztály munkatársa lett. 1945–1946-ban, a párizsi békekonferencián a magyar delegáció tagja volt. Ezután a köztársasági elnöki titkárság vezetője lett Tildy Zoltán, majd Szakasits Árpád köztársasági elnökök idején, 1949-ig.  
1949. novembertől 1956. októberig a Tiszántúli református egyházkerület püspöke volt.  Az 1950-ben, a varsói II. Béke Világkongresszuson megalakított Béke Világtanácsban Magyarország egyik képviselője lett. Az 1956-os forradalom idején, október 31-én lemondott püspöki méltóságáról.
1956. decembertől a Kulturális Kapcsolatok Intézete kormánymegbízottja, 1957-től elnöke volt. A külügyminiszter első helyettese lett 1958. február 19-én, majd külügyminiszter 1961. szeptember 13-tól 1973. december 14-ig. 
Külügyminiszteri hivatali ideje alatt került sor az Amerikai Egyesült Államokkal 1956 után alacsony szinten befagyott diplomáciai kapcsolatok rendezésére 1968–69-ben. 
A vietnámi háború idején közvetítőként keresett kapcsolatot az Egyesült Államok vezető képviselőivel a béke megteremtése érdekében, de fokozatosan kiderült, hogy kezdeményezése nem rendelkezett megfelelő támogatással Vietnám és szövetségesei részéről, hanem – a korszakban meglehetősen szokatlan módon – tulajdonképpen egyéni kezdeményezése volt, ami így kudarcra volt ítélve. Erről végül Radványi János, az 1967-ben átállt amerikai magyar nagykövet tájékoztatta az Egyesült Államok illetékeseit. Péter János megfogalmazott egy dunai konföderációs tervet is, ami kiváltotta a Szovjetunió ellenérzéseit. Ezek a lépései hozzájárultak a külügyminiszteri székből történt későbbi eltávolításához. 
Országgyűlési képviselő volt 1953. május 17. és 1990. március 16. között; előbb a Magyar Függetlenségi Népfront illetve a Hazafias Népfront Hajdú-Bihar megyei, 1963. február 24-étől budapesti listájáról, 1967. március 19-étől Budapest 45. számú, 1971. április 25-étől Tolna megye 1. számú, 1980. június 8-án Budapest 30. számú, majd 1985. június 8-án az országos listáról jutott be a törvényhozásba. Az Országgyűlés alelnöke volt 1973. december 19-étől 1988. októberig, az Elnöki Tanács tagja 1957. május 9-étől 1961. szeptember 13-ig. 1961-től az MSZMP tagja, a Központi Bizottságban 1966. december 3. és 1988. május 22. között volt tag.
1982–1987 között a Magyar Politikatudományi Társaság elnöke volt.

## Főbb művei
- Az európai béke és biztonság időszerű kérdései; Kossuth, Bp., 1969 (Az MSZMP Központi Bizottsága politikai akadémiája)
- A magyar-szovjet diplomáciai kapcsolatok történetéből. 1939–1941; Kossuth, Bp., 1979